# Liste der unveröffentlichten Lieder von ABBA
Die schwedische Band ABBA hat während ihrer Karriere etliche Songs geschrieben und aufgenommen, die nie (komplett) veröffentlicht wurden. Die folgende Liste zeigt Songs, deren Existenz nachgewiesen ist.

## ABBA-Jahre

### 1974
- Ricky Rock ’n’ Roller wurde 1974 aufgenommen, aber nie veröffentlicht, da es laut den Komponisten Benny Andersson und Björn Ulvaeus zu viele Ähnlichkeiten mit So Long hatte.
- Das von allen vier Bandmitgliedern gesungene Terra Del Fuego ist ein Song, den Andersson und Ulvaeus als „einen ihrer peinlichsten Momente“ empfinden. Deshalb genehmigten sie nur die Veröffentlichung eines kurzen Ausschnitts, der noch vor dem Refrain abbricht. Dieser Ausschnitt wurde auf der CD-Box Thank You for the Music unter dem Titel Here Comes Rubie Jamie veröffentlicht.
- Baby ist eine frühe Aufnahme von Rock Me, gesungen von Agnetha Fältskog. Zu hören ist ein Ausschnitt davon auf CD Nr. 4 der CD-Box Thank You for the Music in dem Medley ABBA Undeleted.
- A Funny, Funny Way (möglicher Arbeitstitel) wurde im Jahr 1974 als Demo aufgenommen und nie veröffentlicht.[1]

### 1975
- Stop and Listen to Your Heart ist eine frühe langsamere Version von Bang-A-Boomerang, die Andersson und Ulvaeus jedoch nicht gefiel, daher später stark überarbeitet wurde und schließlich als eben genannter Song auf dem Album ABBA veröffentlicht wurde.
- Dancing Queen (Early Version) hat einen anderen Backingtrack und eine zusätzliche Strophe; die 1980 aufgenommene spanische Version beinhaltet diese dagegen.
- I Do, I Do, I Do, I Do, I Do (Early version) umfasst eine zweite Strophe.
- I Want You (Working Title of 'Olle, Olle', Working Title of 'Rock'N'Roll') ist ein Titel, der im Jahr 1975 aufgenommen und nie veröffentlicht wurde.[2]

### 1976
- Funky Feet wurde wegen der Ähnlichkeiten zu Dancing Queen nie veröffentlicht und stattdessen von Svenne & Lotta aufgenommen. 2004 erschien der Song auf dem Album Alcazarized der schwedischen Popgruppe Alcazar.
- Monsieur, Monsieur ist eine schnellere, französisch angehauchte Version von My Love, My Life, von Fältskog gesungen.
- Gypsy Girl ist eine alternative Demo von Money, Money, Money.
- Memory Lane ist eine frühere Demoversion der Songs Happy Hawaii bzw. Why Did It Have to Be Me?

### 1977
- I Am an A wurde lediglich während der Europa- und Australientournee 1977 aufgeführt, die Melodie des Refrains diente später als Grundlage des Chess-Songs I Know Him so Well.
- Get on the Carousel war Teil des Minimusicals The Girl with the Golden Hair, als es während der Europa- und Australientournee 1977 gespielt wurde. Teile dieses Songs finden sich in Hole in Your Soul wieder. In ABBA – Der Film sind Teile davon zu hören.
- Scaramouche ist ein Instrumentaltitel, aufgenommen im Rahmen von ABBA – The Album.
- Billy Boy ist ein Arbeitstitel des Songs Take a Chance on Me mit einem langsameren Backing Track. Ein Stück dieses Liedes ist im ABBA Undeleted-Medley zu hören.
- Take a Chance on Me (New Mix) ist ein Remix, der im Dezember 1977 erstellt wurde, vermutlich um als Single veröffentlicht zu werden.
- Golden Dreams And Golden Lies ist eine Demo, aus der später im Jahr der Titel Move On hervorging.[3]
- Yippie Yay, Love For Me Is Love Forever, Big John und Joanne, sind je verschiedene Demoversionen, aus denen später der Albumtitel Move On hervorging.[4]

### 1978
- Free As a Bumble Bee, gesungen von Ulvaeus, entstand während der Aufnahmen zu Voulez-Vous. Zu hören nur als Ausschnitt auf CD Nr. 4 der CD-Box Thank You for the Music von 1994 im Medley ABBA Undeleted. Teile des Songs wurden auch in I Know Him So Well (aus dem Musical Chess) wiederverwertet.
- Hamlet III war in einer Instrumentalversion und einer mit Gesang von Lyngstad und Fältskog geplant. Beide Versionen finden sich ausschnittsweise auf CD Nr. 4 der CD-Box Thank You for the Music von 1994 im Medley ABBA Undeleted. Die Melodie des Titels wurde rund zehn Jahre später von Andersson für den Titel Lottis Schottis auf seinem Album Klinga mina klockor im Stile traditioneller schwedischer Volksmusik wiederverwendet.
- Summer Night City (Early Mixes) bezeichnet etwa 30 sehr verschiedene Abmischungen des Titels, die Michael B. Tretow vorlegte, da die Komponisten mit diesem Song zunächst wenig zufrieden waren.
- Crying over You, gesungen von Ulvaeus zu hart angeschlagenen Pianoklängen, ist einer der vielen Songs, der während der Aufnahmen zu Voulez-Vous als nicht gut genug empfunden wurde. Zu hören ist er aber als Ausschnitt auf CD Nr. 4 der CD-Box Thank You for the Music von 1994 im Medley ABBA Undeleted.
- If It Wasn’t for the Nights (Early Mix) wurde während der Auftritte im japanischen und britischen Fernsehen als Playback verwendet.
- In The Arms Of Rosalita ist eine frühe Version von Chiquitita, gesungen von Anni-Frid Lyngstad; eine spätere Aufnahme mit dem Titel Chiquitita Angeliqua wurde von beiden Sängerinnen gesungen.
- Does Your Mother Know (Early Mix) wurde in dem TV-Special ABBA in Switzerland als Playback benutzt und besitzt einen komplett anderen Backingtrack; das Intro dieses Songs wurde später in You Owe Me One wiederverwertet.
- Nämndöfjärden ist ein Instrumentaltitel, der Ende 1978 aufgenommen und nie veröffentlicht wurde.[5]

### 1979
- I’m Still Alive wurde von Fältskog geschrieben und während der 79er-Tournee gesungen. Obwohl es zweimal geplant war, diesen Song aufzunehmen, hat er nie den Weg auf Band gefunden. Auf dem am 26. September 2014 erschienenen Live-Album Live at the Wembley Arena mit Aufnahmen vom 10. November 1979 ist der Song erstmals enthalten.
- Das Instrumentalstück Lady Bird wurde Mitte 1979 aufgenommen.[6]
- Rubber Ball Man, von Lyngstad gesungen, wurde im Spätsommer aufgenommen und war als Single für ABBAs zweites Greatest-Hits-Album gedacht; die Gruppe entschied sich schließlich für Gimme! Gimme! Gimme! (A Man After Midnight). Eine überarbeitete Version mit dem Titel Under My Sun befand sich während der Proben zur 79er-Tour noch auf der Trackliste, wurde dort schließlich auch gestrichen. Zu hören ist Rubber Ball Man als Ausschnitt von 1:30 Minuten Länge auf der CD Nr. 4 der 1994er CD-Box Thank You for the Music in dem Medley ABBA Undeleted. Teile der Melodie wurden 1982 für Under Attack verwendet.
- Dream World wurde für das Album Voulez-Vous aufgenommen und durch Does Your Mother Know ersetzt. Teile des Refrains wurden melodisch übernommen. 1994 erschien der Song auf der CD-Box Thank You for the Music.

### 1980
- Burning My Bridges wurde zu Beginn der Aufnahmen des Super-Trouper-Albums aufgenommen, aber nie komplett veröffentlicht. Ein Teil hiervon ist im ABBA Undeleted-Medley zu hören.
- Put On Your White Sombrero (das später im Box-Set Thank You for the Music veröffentlicht wurde) war ebenfalls für dieses Album geplant, wurde dann aber gegen den Titel Super Trouper ausgetauscht.
- Our Last Summer (Early Version) wurde auf der Promo-Kassette „Promotionkassett hösten -80“ veröffentlicht.

### 1981
- When All Is Said And Done (Demo-Version und verschiedene Mixe) besitzt eine andere Melodie zwischen den einzelnen Strophen. Ursprünglich schloss sich an die dritte Strophe eine Wiederholung der ersten an, diese wurde am Ende weggelassen. Als das Video 1981 veröffentlicht wurde, enthielt es jedoch immer noch ein anderes Ende. Das derzeit auf DVD veröffentlichte Video enthält jedoch die Albumversion.
- Nationalsång (Anthem) ist ein Instrumentalstück, das unter Fans den Namen Opus 10 trägt und im Musical Chess Verwendung fand
- I Am the Seeker ist ebenfalls ein Instrumentalstück, das später Teil des Musicals ABBAcadabra und von B. A. Robertson aufgenommen wurde.
- I Am That Woman ist ein Titel, dessen Refrain der Melodie von I Am The Seeker ähnelt.[7]
- Two for the Price of One (Early Version) hat einen deutlich anderen Text.
- Sinking Deeper ist ein Titel der im Herbst 1981 von ABBA eingesungen wurde. Die Melodie des Refrains findet sich im 1982 aufgenommenen Song I Am The City wieder.[8]
- Givin’ a Little Bit More, gesungen von Ulvaeus, hat den Weg auf das Album The Visitors nicht geschafft. Zu hören ist aber auch hiervon ein Ausschnitt von etwa 2 Minuten auf CD Nr. 4 der CD-Box „Thank You For The Music“ von 1994 im Medley ABBA Undeleted.
- An Angel’s Passing Through My Room ist eine frühere Version von Like an Angel Passing Through My Room im Stil von Lay All Your Love on Me, gesungen von Agnetha und Frida.

### 1982
- Just Like That sollte auf dem nie beendeten neunten ABBA-Album erscheinen.[9] Bis heute ist dieser Song als ganzes Stück unveröffentlicht. Man kann aber auch von diesem Titel einen Ausschnitt (von zwei Minuten Länge, bestehend aus Refrain und Saxophon-Teil) auf der CD Nr. 4 der 1994er CD-Box Thank You for the Music in dem Medley ABBA Undeleted hören. Einerseits von Fältskog im typischen ABBA-Sound gesungen, erinnern andererseits Teile des Songs mit den sehr eindringlichen Saxophonklängen etwas an die zum damaligen Zeitpunkt recht erfolgreiche Musik von Supertramp. Frühere Demo-Versionen des Songs zeigen Gemeinsamkeiten mit der Melodie von Under Attack, das zur gleichen Zeit aufgenommen wurde. Es gibt eine Version mit abweichendem Mittelteil (ohne Saxophon) und einem Strophen-Text von Gemini,[10] in Deutsch von Angelika Milster unter dem Titel Einfach so.

### 1983
- When The Waves Roll Out to Sea ist ein Instrumentalstück mit der Versmelodie von Just Like That; obwohl es immer noch als ein ABBA-Song gezählt wird, ist er wohl nach deren Ende entstanden.
- Every Good Man ist eine Demoversion des Chess-Songs Heaven Help My Heart gesungen von Fältskog, die gerade im Studio war, um ihr erstes englisches Solo-Album Wrap Your Arms Around Me aufzunehmen.
- Another You, Another Me wurde ebenfalls von Fältskog gesungen, wie Gemini-Sängerin Karin Glenmark viele Jahre später bestätigte; der Song wurde letztendlich I von Karin und Anders Glenmark 1985 als Gemini veröffentlicht.

### 2021
Im Rahmen der Aufnahmen für das Album Voyage entstanden zwei unbekannte Songs, die weder vollendet noch veröffentlicht wurden. Eines der Lieder trägt den Titel Hit By A Train, aufgenommen im Januar/Februar 2019.